# FCロートヴァイス・エアフルト
FCロートヴァイス・エアフルト（ドイツ語: FC Rot-Weiß Erfurt）は、ドイツの中央部、テューリンゲン州の州都エアフルトを本拠地とするサッカークラブである。

## 歴史
クラブの前身となったのは、19世紀末に創設されたクリケットクラブであった。東ドイツ時代には、チュービネ・エアフルトとして、1954年と1955年にリーグ戦を連覇している。東ドイツ政権下ではクラブ名の変更や選手の再編などが頻繁に行われており、チュービネ・エアフルトも、1966年よりFCロートヴァイス・エアフルトとして再出発を図ることになった。1980年にはカップ戦で決勝にまで勝ち残り、さらに同じテュービンゲンのライバルであるFCカールツァイス・イエナが対戦相手であった。しかし、この試合で敗れ準優勝に終わった。
東ドイツ時代は有力クラブの一つであったが、東西ドイツの統一後は旧西ドイツとの経済格差などから低迷し、ブンデスリーガ2部に編入されたあと、まもなくレギオナルリーガ（3部）に降格した。2004年にはブンデスリーガ2部に復帰したものの、一年で3部へと降格している。2008年に新設されたブンデスリーガ3部に所属している。

## タイトル

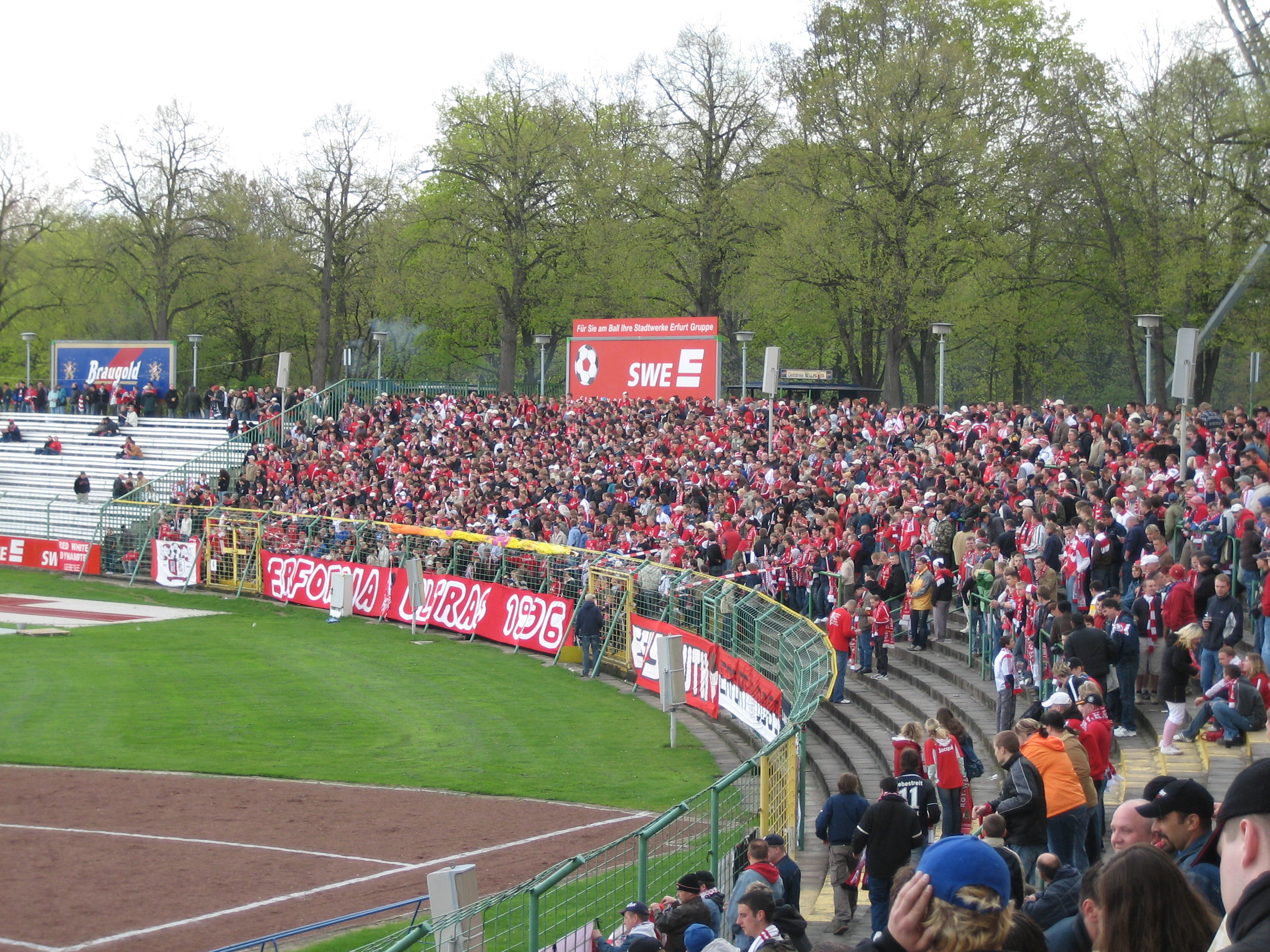
スタジアムの風景

### 国内タイトル
なし（ただし、Turbine Erfurtとして1954年と55年に優勝）

### 国際タイトル
なし

## 歴代監督
- ヨジップ・クゼ 1991–1992
- クリスティアン・プルーサー 2015
- シュテファン・クレマー 2016-

## 歴代所属選手
- トーマス・リンケ（1983-1992）
- クレメンス・フリッツ（2000-2001）
- マクシミリアン・ニク（2004）
- アルベルト・ブニャク（2006-2009）
- ドミニク・ドレクスラー（2010-2013）
- ジョアン・オマリ（2011-2013）
- スティーヴ・ゴフリ（2014-2015）
- セバスティアン・ティラワ（2014-）